# پنکاراله
پُنکاراله (به ایتالیایی: Poncarale) یک شهرستان (کومونه) در ایتالیا است که در استان برشا، ناحیه لمباردی واقع شده‌است.

## ویژگی‌ها
پنکاراله ۱۲ کیلومترمربع مساحت و ۵٬۳۱۱ نفر جمعیت دارد.

## نگارخانه

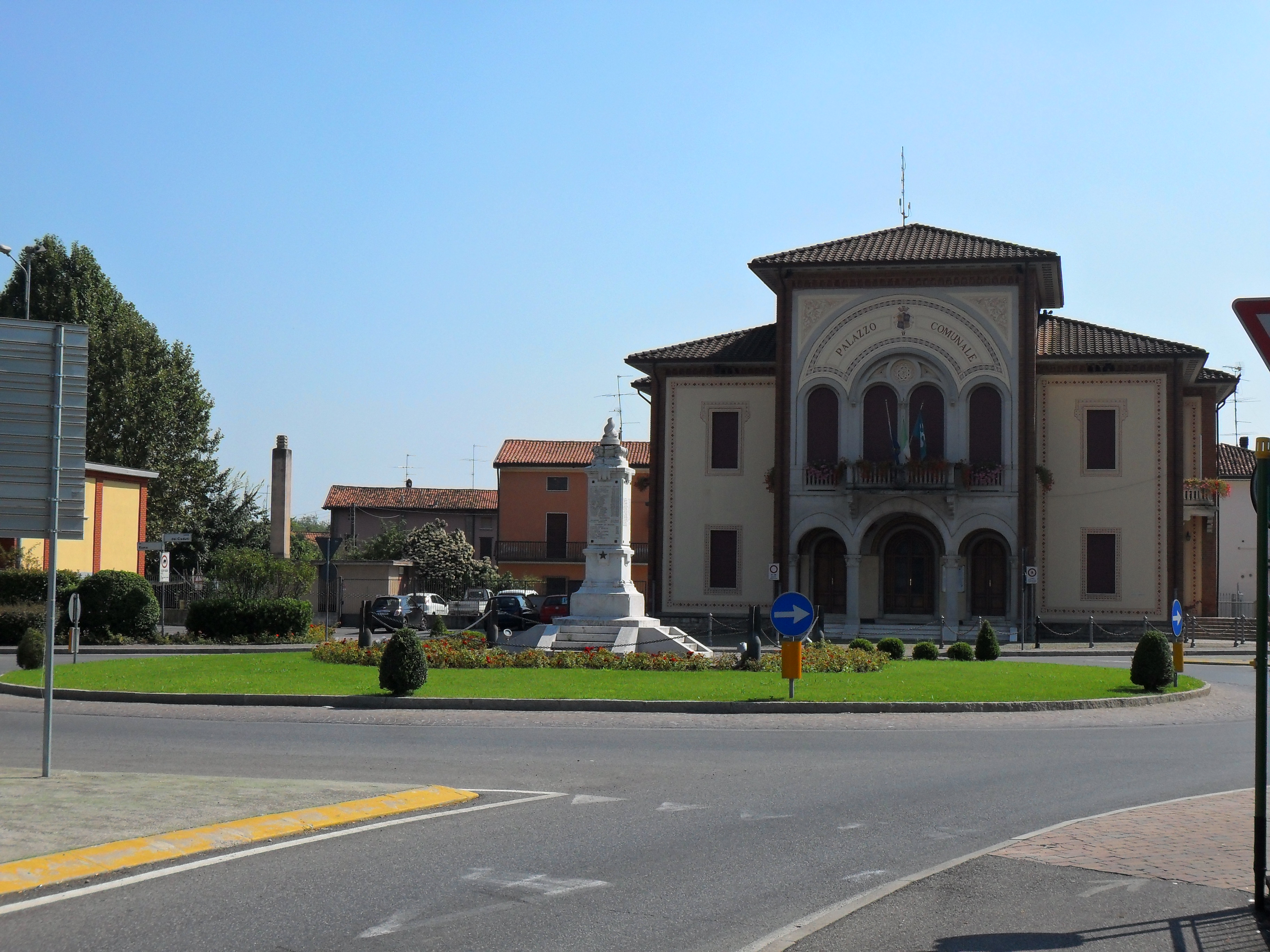
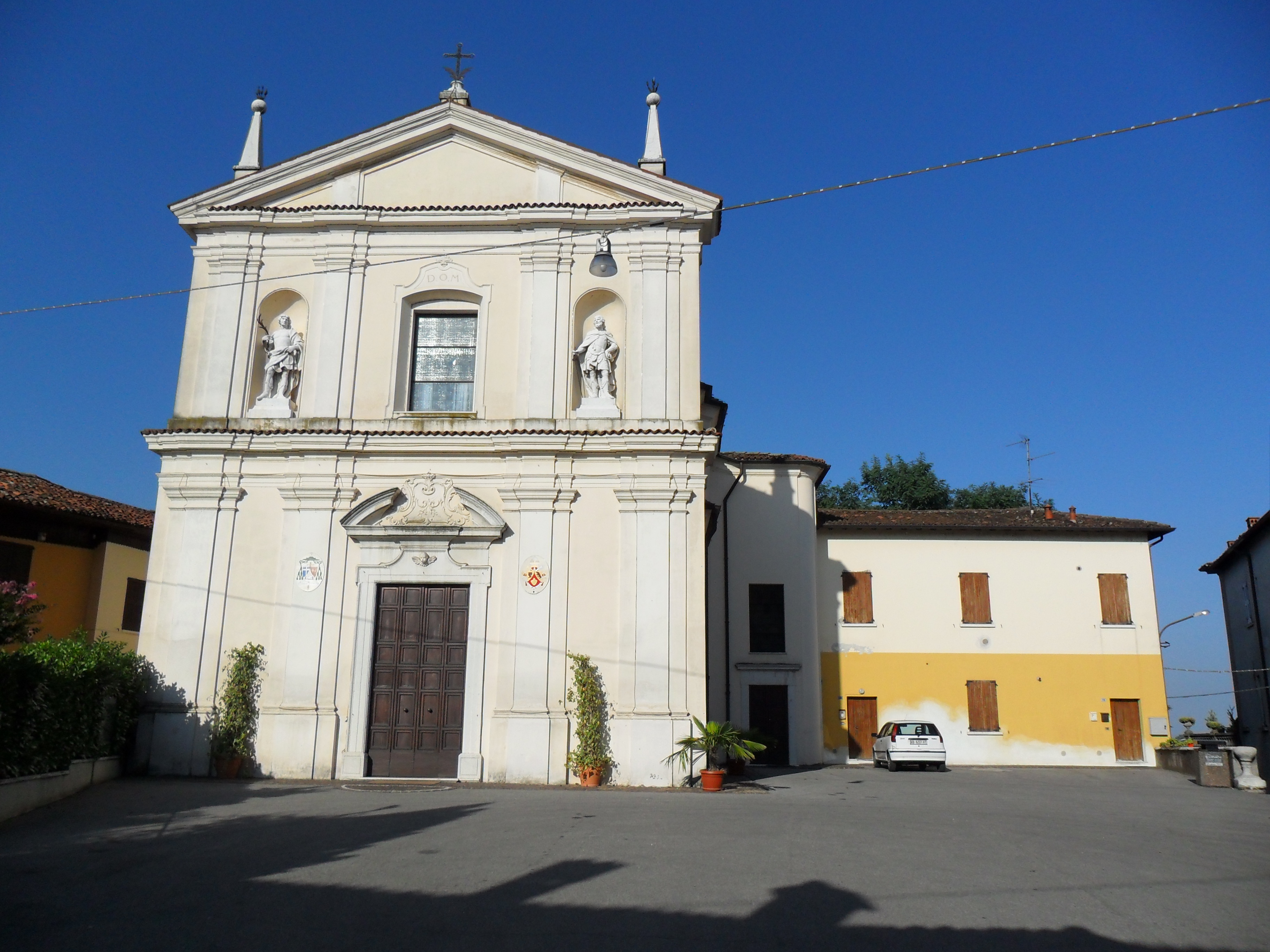
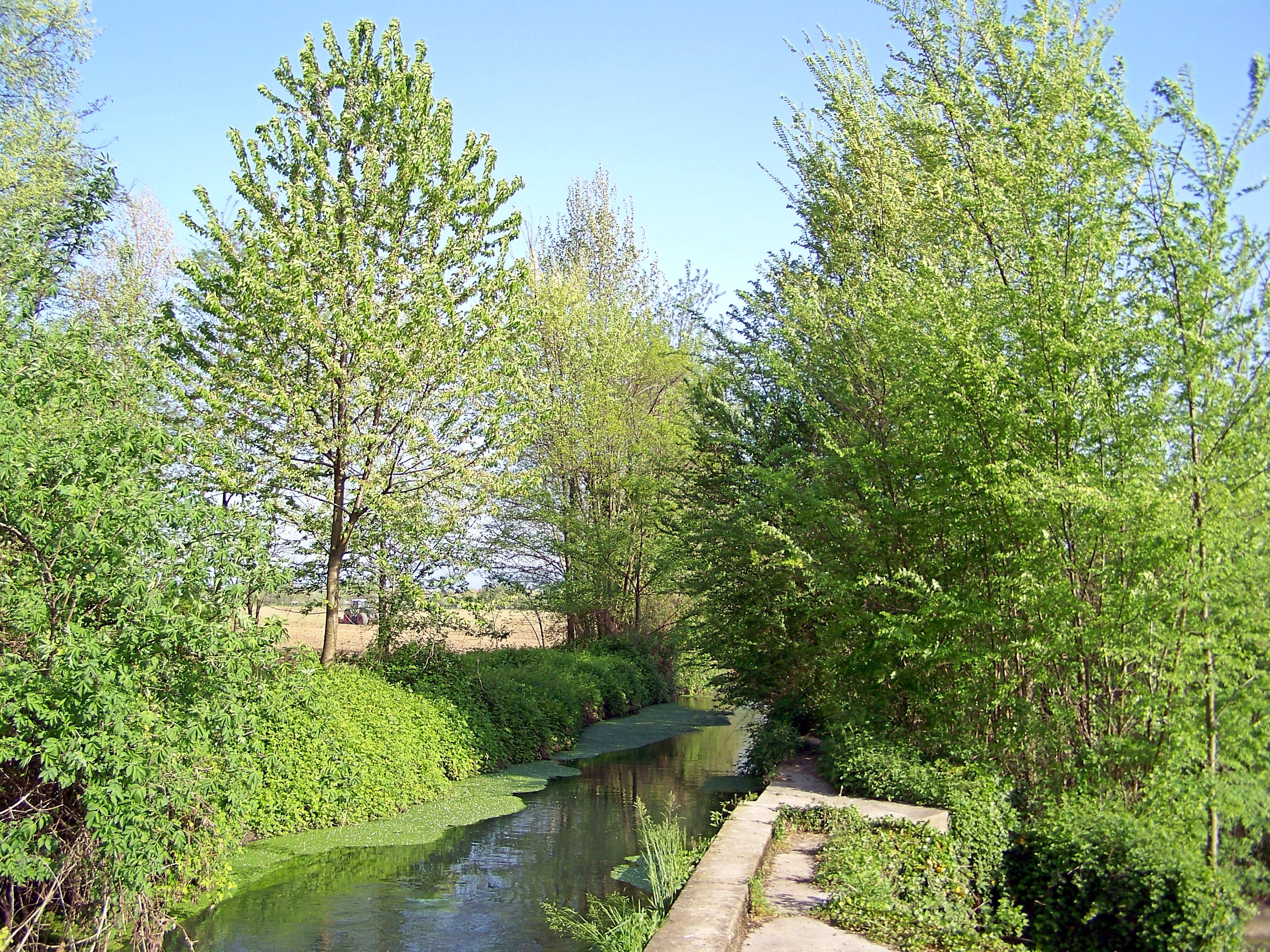